# Андрій II (неаполітанський дука)
Андрій II (†840) — неаполітанський дука (834–840). Під час свого правління вів постійні війни з лангобардами, дозволив васалу дукату Гаеті рухатись до незалежності.
У вересні 834 Андрій повстав проти тодішнього дуки Лева та захопив владу. Після цього він негайно зобов'язав князя Беневентського Сікарда сплатити йому данину. Проте, Сікард не погодився та з травня по липень 835 здійснював облогу Неаполя, після чого досягнув миру з Андрієм. У 836 Сікард знову обложив Неаполь. Андрій знеславив себе, вперше в Італії покликавши на допомогу сарацинських найманців. 4 липня того ж року між Андрієм, Сікардом і володарями Амальфі та Сорренто було укладено мирний договір, відомий як Pactum Sicardi.
Відповідно до цього договору на 5 років проголошувалось перемир'я, під час якого купці різних грецьких міст півдня Італії мали право безперешкодно перетинати територію князівства Беневентського. Проте, війна продовжувалась, особливо між Андрієм і Сікардом. У 837 Андрій знову найняв сарацинів. Після смерті Сікарда в 839 Андрій, маючи страх перед лангобардами, звернувся за допомогою до короля Італії Лотаря I, який вислав до нього свого воєначальника Контарда. Андрій пообіцяв Контарду видати за нього заміж свою дочку Євпраксію, що була вдовою колишнього дуки Лева. У 840 Андрій не дотримався своєї обіцянки, за що був убитий Контардом.